# David Buchan
David Buchan (1780 – 1838) è stato un ufficiale ed esploratore scozzese.
Luogotenente della Royal Navy dal 1806, fu di stanza dal 1808 al 1817 nell'area di Terranova.
Nel 1810 comandò una serie di esplorazioni dell'interno dell'isola canadese, al fine di stabilire dei contatti con la tribù indigena dei Beothuk.
Nel 1818 ebbe il comando della spedizione britannica al Polo Nord. Partì con la nave Dorothea, alla quale si unì anche la Trent di John Franklin, dall'arcipelago delle Svalbard, con l'intento di attraversare lo Stretto di Bering, ma le imbarcazioni rimasero bloccate fra i ghiacci, riuscendo a tornare indietro dopo molte difficoltà e svariate settimane.
Nuovamente a Terranova dal 1819, e promosso capitano (1823), ebbe l'incarico di sceriffo dell'isola dal 1825 al 1835.
Associato successivamente alla Compagnia Inglese delle Indie Orientali, le cronache del tempo lo diedero disperso in mare, a causa del naufragio del vascello Upton Castle, che si sarebbe verificato nel dicembre 1838, mentre seguiva la rotta da Calcutta all'Inghilterra.